# Kaw City
Kaw City é uma cidade localizada no estado norte-americano de Oklahoma, no Condado de Kay.

## Demografia
Segundo o censo norte-americano de 2000, a sua população era de 372 habitantes.
Em 2006, foi estimada uma população de 359, um decréscimo de 13 (-3.5%).

## Geografia
De acordo com o United States Census Bureau tem uma área de
14,4 km², dos quais 7,0 km² cobertos por terra e 7,4 km² cobertos por água. Kaw City localiza-se a aproximadamente 312 m acima do nível do mar.

## Localidades na vizinhança
O diagrama seguinte representa as localidades num raio de 20 km ao redor de Kaw City.